# Belon'i Tsiribihine
Belon'i Tsiribihina (znan tudi kot Belo sur Tsiribihina ali Belo - Tsiribihina) je mesto in občina (malagaško kaominina) na Madagaskarju. Spada v okrožje Belo sur Tsiribihina, ki je del regije Menabe. Leži ob izlivu reke Tsiribihina. Po popisu leta 2001 je bilo prebivalstvo občine ocenjeno na približno 72.000 ljudi.
Belon'i Tsiribihina je povezana z lokalnim letališčem. Poleg osnovne šole mesto ponuja srednješolsko izobraževanje na nižji in višji stopnji. Mesto svojim meščanom zagotavlja dostop do bolnišničnih storitev.
60 odstotkov prebivalcev občine je kmetov, dodatnih 20 odstotkov pa se preživlja z živinorejo. Najpomembnejši pridelek je riž, drugi pomembni proizvodi pa so fižol in čičerika. Storitve zagotavljajo zaposlitev za 10 odstotkov prebivalstva. Poleg tega ribištvo zaposluje 10 odstotkov prebivalstva.